# Fontaine-lès-Luxeuil
Fontaine-lès-Luxeuil és un municipi francès situat al departament de l'Alt Saona i a la regió de Borgonya - Franc Comtat. L'any 2007 tenia 1.485 habitants.

## Demografia

### Població
El 2007 la població de fet de Fontaine-lès-Luxeuil era de 1.485 persones. Hi havia 579 famílies, de les quals 154 eren unipersonals (57 homes vivint sols i 97 dones vivint soles), 170 parelles sense fills, 202 parelles amb fills i 53 famílies monoparentals amb fills.
La població ha evolucionat segons el següent gràfic:
Habitants censats

### Habitatges
El 2007 hi havia 655 habitatges, 585 eren l'habitatge principal de la família, 23 eren segones residències i 47 estaven desocupats. 598 eren cases i 55 eren apartaments. Dels 585 habitatges principals, 444 estaven ocupats pels seus propietaris, 125 estaven llogats i ocupats pels llogaters i 15 estaven cedits a títol gratuït; 4 tenien una cambra, 23 en tenien dues, 70 en tenien tres, 156 en tenien quatre i 332 en tenien cinc o més. 455 habitatges disposaven pel capbaix d'una plaça de pàrquing. A 242 habitatges hi havia un automòbil i a 262 n'hi havia dos o més.

### Piràmide de població
La piràmide de població per edats i sexe el 2009 era:
| Homes | Edats   | Dones |
| ----- | ------- | ----- |
| 0     | 95 o +  | 0     |
| 4     | 90 a 94 | 4     |
| 4     | 85 a 89 | 8     |
| 4     | 80 a 84 | 16    |
| 32    | 75 a 79 | 52    |
| 28    | 70 a 74 | 40    |
| 32    | 65 a 69 | 48    |
| 28    | 60 a 64 | 16    |
| 16    | 55 a 59 | 24    |
| 44    | 50 a 54 | 64    |
| 60    | 45 a 49 | 20    |
| 48    | 40 a 44 | 60    |
| 60    | 35 a 39 | 56    |
| 60    | 30 a 34 | 44    |
| 56    | 25 a 29 | 48    |
| 48    | 20 a 24 | 32    |
| 56    | 15 a 19 | 60    |
| 40    | 10 a 14 | 52    |
| 40    | 5 a 9   | 56    |
| 28    | 0 a 4   | 72    |

## Economia
El 2007 la població en edat de treballar era de 939 persones, 657 eren actives i 282 eren inactives. De les 657 persones actives 601 estaven ocupades (338 homes i 263 dones) i 55 estaven aturades (19 homes i 36 dones). De les 282 persones inactives 98 estaven jubilades, 68 estaven estudiant i 116 estaven classificades com a «altres inactius».

### Ingressos
El 2009 a Fontaine-lès-Luxeuil hi havia 594 unitats fiscals que integraven 1.510,5 persones, la mediana anual d'ingressos fiscals per persona era de 15.868 €.

### Activitats econòmiques
Dels 34 establiments que hi havia el 2007, 2 eren d'empreses alimentàries, 4 d'empreses de fabricació d'altres productes industrials, 7 d'empreses de construcció, 6 d'empreses de comerç i reparació d'automòbils, 2 d'empreses de transport, 3 d'empreses d'hostatgeria i restauració, 3 d'empreses immobiliàries, 2 d'empreses de serveis, 1 d'una entitat de l'administració pública i 4 d'empreses classificades com a «altres activitats de serveis».
Dels 9 establiments de servei als particulars que hi havia el 2009, 1 era una oficina de correu, 1 guixaire pintor, 2 fusteries, 1 electricista, 1 empresa de construcció, 2 perruqueries i 1 restaurant.
Dels 4 establiments comercials que hi havia el 2009, 1 era una botiga de més de 120 m², 2 fleques i 1 una fleca.
L'any 2000 a Fontaine-lès-Luxeuil hi havia 13 explotacions agrícoles que ocupaven un total de 474 hectàrees.

## Equipaments sanitaris i escolars
L'únic equipament sanitari que hi havia el 2009 era una farmàcia.
El 2009 hi havia 1 escola maternal i 1 escola elemental.

## Poblacions més properes
El següent diagrama mostra les poblacions més properes.